# Урицький Михайло Якович
Михайло Якович Урицький (нар. 3 червня 1965) — український театральний режисер, викладач Київського національного університету театру, кіно і телебачення ім. Івана Карпенка-Карого. Лауреат міжнародних фестивалів та театральних премій.

## Життєпис
Середню школу закінчив у Сімферополі. Вищу освіту здобував з 1982 по 1988 року в Харківському інституті мистецтв ім. Івана Котляревського (актор театру ляльок). Режисерський диплом театру ляльок отримав у Київському національному університеті театру, кіно і телебачення імені Івана Карпенка-Карого. Автор наукової роботи «Особливості психологічного сприйняття різних форм театру ляльок дітьми дошкільного віку».
Сім років працював актором у Кримському театрі ляльок (Сімферополь) під керівництвом режисера Бориса Азарова. У 1994 році залішає державній театр й засновує та очолює один з перших приватних театрів ляльок в Україні — театр казки «Арлекіно» (Сімферополь).
На запрошення Сергія Єфремова, художнього керівника Київського муніципального академічного театру ляльок, переїхав до Києва, де на посаді режисера-постановника цього театру працював з 2006 по 2018 роки.
Реалізовує постановки в театрах України (Київ, Миколаїв, Одеса, Полтава, Сімферополь, Росії (Волгоград, Йошкар-Ола, Краснодар, Махачкала, Набережні Човни, Тула), Білорусі (Молодечно), Литві (Паневежис), Словаччині (Кошиці) та інших. За власним визнанням, улюбленим автором є Ганс Крістіан Андерсен, казки якого стали основою більш ніж 10 поставлених ним вистав.
Суттєву увагу у своїх постановках приділяє творчості сучасного французького письменника, драматурга, філософа Еріка-Емманюеля Шмітта. Починаючи з постановок вистави «Оскар» за романом «Оскар і рожева пані», звертається до роману «Діти Ноя» — постановка на сцені львського театру «І люди, і ляльки» стала сценічним першопрочитанням твору. В рамках III Фестивалю сучасної драматургії творив власну інсценівку оповідання «Намалюй мені літак».
Крім режисерської роботи є громадським діячем. Декілька років займав посаду віце-президента та голови комісії з захисту професійних, соціальних і матеріальних інтересів членів UNIMA-Україна, театральний куратор проекту «Було не було».
Педагогічна діяльність. З 2008 року — викладач Київського національного університету театру, кіно і телебачення ім. Івана Карпенка-Карого). Спершу — другим режисером у майстра курсу Сергія Єфремова, згодом — самостійний набір курсу. Викладає слухачам спеціальностей «Актор театру ляльок» та «Режисура театру ляльок». Серед випускників — режисери Людмила Земелько (Вінницький обласний академічний театр ляльок), Марічка Власова (Запорізький обласний театр ляльок); актори Тетяна Казанцева, Павло Борисьонок, Марія Сеньків (дебют-2017 на професійній сцені — Зейнаб в мюзиклі «Алі-Баба») та інші.

## Акторські роботи в театрі
Кримський академічний театр ляльок (Сімферополь)
- «Всі миші полюбляють сир» за мотивами однойменної казки Дюли Урбана[hu]
- «Клаптики по закутках» Григорія Остера
- «Казка шкереберть» Юхима Чеповецького за Дональдом Біссетом[en]
- «Сноггл» Джона Прістлі[19]

## Режисерські роботи в театрі

### Україна
Театр казки «Арлекіно» (м. Сімферополь)
- 1994 — «Непохитний олов'яний солдатик» Всеволода Данилевича за однойменною казкою Ганса Крістіана Андерсена (худ. Людмила Рестенко, комп. Лариса Хітряк, Євген Пшемецький)[20]
- 1996 — «Коник-Горбоконик» за мотивами казки Петра Єршова (худ. Людмила Рестенко)
- 1997 — «Любов до трьох апельсинів» Вікторії Сердюченко за однойменною п'єсою[it] Карло Ґоцці (худ. Людмила Рестенко)
- 2000 — «Принцеса на горошині» Наталії Бурої та Елеонори Смирнової за однойменною казкою Ганса Крістіана Андерсена (худ. Людмила Рестенко)
- 2002 — «Сонячний промінчик» Атанаса Попеску (худ. Світлана Софронова)

Київський муніципальний академічний театр ляльок
- 2006, 11 листопада — «Горбоконик» за мотивами казки Петра Єршова (худ. О. Виходцевська, комп. О. Ходаковський)
- 2008, 28 вересня — «Непохитний олов'яний солдатик» Всеволода Данилевича за однойменною казкою Ганса Крістіана Андерсена (худ. Микола Данько, комп. Сергій Балакін)
- 2009, 26 грудня — «Чарівна скрипка» Сергія Ковальова за мотивами білоруських казок (худ. Віра Задорожня, комп. В'ячеслав Полянський)
- 2011, 5 січня — «Любов до трьох апельсинів» Вікторії Сердюченко за однойменною п'єсою Карло Ґоцці (худ. Людмила Рестенко)
- 2012, 10 березня — «Дюймовочка» Михайла Урицького за однойменною казкою Ганса Крістіана Андерсена (худ. Віра Задорожня. Вистава — лауреат премії «Київська пектораль» за 2012 рік)[21]
- 2013, 1 червня — «Сонячний промінчик» Атанаса Попеску (худ. Микола Данько)
- 2013, 7 вересня — «Красуня і сміливець» за п'єсою «Рахую до п'яти» Михайла Бартенєва (худ. Віра Задорожня, комп. Анатолій Шух)
- 2014, 1 червня — «Коза-Дереза» Михайла Супоніна за мотивами однойменної народної казки (український переклад Богдани Бойко, худ. Віра Задорожня)[22]
- 2014, 27 грудня — «Снігова квітка» Сергія Козлова (Режисер вистави. Постановка Сергія Єфремова, худ. Віра Задорожня, компо. Тимур Полянський. Вистава — лауреат премії «Київська пектораль» за 2014 рік)
- 2015, 5 вересня — «Чому довгий ніс у слона» Галини Владичіної за мотивами казки Редьярда Кіплінга (український переклад Ігоря Знаменського, худ. Микола Данько. Вистава — лауреат премії «Київська пектораль» за 2015 рік)
- 2015, 21 листопада — «Оскар» Михайла Урицького за романом Оскар і рожева пані Еріка-Емманюеля Шмітта (український переклад Олени Борисюк, худ. Ольга Філончук, у виставі звучать пісні Земфіри. Вистава — лауреат премії «Київська пектораль» за 2015 рік)[23]
- 2016, 19 листопада — «Легенда про Північне сяйво» за мотивами «Північної казки» Інни Заграєвської (український переклад Григорія Усача, худ. В’ячеслав Поляков)[24]
- 2017, 16 вересня — «Алі-Баба» мюзикл Веніаміна Смєхова (український переклад Володимира Підцерковного, худ. Микола Данько, комп. Володимир Бистряков)[25]
- 2017, 17 грудня — «Принцеса на даху» Ольги Байбак за мотивами казки Елінор Фарьеон (худ. Наталія Ягупова)[26]

Миколаївський обласний театр ляльок
- 2007 — «Гидке каченя» Володимира Синакевича за однойменною казкою Ганса Крістіана Андерсена(худ. Валентина Жегунова)[27]
- 2011 — «Гуси-лебеді» моновистава Е. Благініної за мотивами народної казки (худ. Валентина Жегунова)[28]
- 2015, 3 жовтня — «Попелюшка» за мотивами однойменної казки Шарля Перро (худ. Віра Задорожня, комп. Анатолій Шух)
- 2019, 25 жовтня — «Мауглі» за «Книгою джунглів» Редьярда Кіплінга (український переклад Ігоря Знаменського, худ. Наталя Ягупова). Інклюзивна вистава
- 2020, 9 жовтня — «Re:Vizor» за мотивами п'єси «Ревізор» Миколи Гоголя (худ. Станіслав Зайцев)[29]
- 2021, 2 жовтня — «Каліф-Лелека» Михайла Урицького за мотивами казки Вільгельма Гауффа (худ. А. Силицька)

Навчальний театр університету ім. Івана Карпенка-Карого
- 2012 — «Оскар» Михайла Урицького за романом Оскар і рожева пані Еріка-Емманюеля Шмітта (український переклад Олени Борисюк, худ. Ольга Філончук, у виставі звучать пісні Земфіри)[30][31]
- 2016 — «Півтори жмені» Неллі Осипової (худ. Марія Погребняк)
- 2017, 11 березня — «SON.NET» за мотивами сонетів Вільяма Шекспіра (худ. студенти курсу)
- 2017 — «Стомлений диявол» Сергія Ковальова (худ. студенти курсу)
- 2018, 28 лютого — «Чумацький шлях» Сергій Брижань, Юрій Фрідман (худ. Микола Данько)
- 2023, грудень — «Вертеп. Надія» за Оленою Шамріною (худ. Олександр Андрушкевич)

Одеський обласний театр ляльок
- 2013, грудень — «Оскар і рожева пані» Михайла Урицького за однойменним романом Еріка-Емманюеля Шмітта (худ. Ольга Філончук)[32]
- 2015, 1 лютого — «Слоненя» Галини Владичіної за мотивами казки Редьярда Кіплінга (український переклад Ігоря Знаменського, худ. Микола Данько)[33][34]

Київський державний академічний театр ляльок
- 2015, 20 березня — «Гуси-лебеді» Галини Гусарової за мотивами народної казки (худ. Данько Микола)[35]
- 2017, 25 березня — «Гидке каченя» Володимира Синакевича за однойменною казкою Ганса Крістіана Андерсена (худ. Микола Данько)[36]
- 2018, 01 червня — «Чарівна лампа Аладдіна» Олександра Чупіна за мотивами арабскої казки (худ. Микола Данько, комп. Сергій Балакін)

Львівський академічний театр «І люди, ляльки»
- 2020, 04 вересня — «Діти Ноя» за однойменним романом Еріка-Емманюеля Шмітта (український переклад Зої Борисюк, худ. Уляна Кульчицька)[37][38][39]
- 2024, 06 вересня — «Лисяче небо» Марти Ґушньовської

Різні театри
- 2006 — «Попелюшка» С. Куралеха за мотивами однойменної казки Шарля Перро (Полтавський академічний обласний театр ляльок ) (худ. Неллі Полякова, комп. Анатолій Шух)[40]
- 2016, 28 грудня — «Пригоди Буратіно» за казкою Олексія Толстого (Київський національний академічний театр оперети) (худ. Микола Данько, комп. Олексій Рибников)[41][42]
- 2018, 27 червня — «Про Івана і Кота» Руслана Нєупокоєва за мотивами української казки «Про Івана Багатого» (Івано-Франківський академічний обласний театр ляльок імені Марійки Підгірянки) (худ. Микола Данько, комп. В. Маник)
- 2020, 22 жовтня — «Як нотки пісеньку складали» Ірини Гарець (Львівський обласний театр ляльок) (худ. Єлизавета Селицька, комп. Тимур Полянський). Інклюзивна бейбі-вистава
- 2022, 19 листопада — «Чумацький шлях» Сергія Брижаня (Рівненський академічний обласний театр ляльок)[43]
- 2023, 6 травня — «Намалюй мені літак» Михайла Урицького за мотивами однойменної новели Еріка-Емманюеля Шмітта (Київський академічний театр драми і комедії на лівому березі Дніпра)[44][45][46]
- 2024, 11 лютого — «Казка про рудого чорта та козацький рід» Сашка Лірника (Волинський академічний обласний театр ляльок, м. Луцьк)[47][48]

### Росія
Волгоградський обласний театр ляльок
- 2005, 26 березня — «Гасан — шукач щастя» Євгена Сперанського (худ. Людмила Рестенко, комп. Сергій Балакін)[49]
- 2006, 13 травня — «Кіт у чоботях» Миколи Шувалова за мотивами однойменної казки Шарля Перро (худ. Людмила Рестенко)[50]
- 2007, 1 грудня — «Соловей» Ганса Крістіана Андерсена (худ. Людмила Рестенко)[51][52]
- 2010 — «Чарівний лотос» за п'єсою «Канакапури» Людмили Улицької (худ. Людмила Рестенко)[53]

Набережночелнінський державний театр ляльок
- 2013, 4 червня — «Півтори жмені» Неллі Осипової (худ. Олексій Мітрофанов)[54]
- 2013, червень — «Непохитний олов'яний солдатик» Всеволода Данилевича за однойменною казкою Ганса Крістіана Андерсена (худ. Олексій Мітрофанов)[55]

Дагестанський державний театр ляльок (м. Махачкала)
- 2004 — «Непохитний олов'яний солдатик» Всеволода Данилевича за однойменною казкою Ганса Крістіана Андерсена (худ. Микола Данько. Вистава — лауреат фестивалю «Каспійський берег» (м. Астрахань) у номінації «За кращу режисуру»)[56]
- 2009 — «Сонячний промінчик» Атанаса Попеску (худ. Микола Данько)[57]
- 2011 — «Сон літньої ночі» за однойменною п'єсою Вільяма Шекспіра (худ. Микола Данько)[58]
- 2012 — «Гидке каченя» Володимира Синакевича за однойменною казкою Ганса Крістіана Андерсена(худ. Микола Данько)[59]
- 2013 — «Гуси-лебеді» моновистава Е. Благініної за мотивами народної казки (худ. Микола Данько)[60]
- 2013 — «Дюймовочка» Михайла Урицького за однойменною казкою Ганса Крістіана Андерсена (худ. Віра Задорожня)[61]
- 2013 — «Півтори жмені» Неллі Осипової (худ. Баріят Умарова)[62]

Тульський державний театр ляльок
- 2009 — «Непохитний олов'яний солдатик» Всеволода Данилевича за однойменною казкою Ганса Крістіана Андерсена (худ. Неллі Полякова)[63]
- 2010 — «Слоненя» Галини Владичіної за мотивами казки Редьярда Кіплінга (худ. Микола Данько)[64]
- 2012 — «Чарівна лампа Аладдіна» Олександра Чупіна за мотивами арабських казок (худ. Микола Данько)
- 2013 — «Чарівна скрипка» Сергія Ковальова за мотивами білоруських казок (худ. Микола Данько)[65]

Різні театри
- 2000 — «Любов до трьох апельсинів» Вікторії Сердюченко за однойменною п'єсою Карло Ґоцці (Краснодарський крайовий театр ляльок) (худ. Людмила Рестенко)
- 2014 — «Царівна-жаба» А. Дєжурова за мотивами народної казки (Республіканський театр ляльок, м Йошкар-Ола) (худ. Микола Данько)[66]

### Білорусь
Мінський обласний театр ляльок «Батлейка», м. Молодечно
- 2004 — «Коник-Горбоконик» за мотивами казки Петра Єршова (худ. Ольга Сідоренко)

### Молдова
Кишинівський республіканський театр ляльок «Licuric»
- 2017 — «Герой для Білочки» Михайла Бартенєва (худ. Віра Задорожня, композитор Анатолій Шух)
- 2024, 17 липня — «Попелюшка» за мотивами однойменної казки Шарля Перро (худ. Марія Погребняк, композитор Тимур Полянський)

Кишинівський муніципальний театр ляльок «Гугуце»
- 2019, 20 вересня — «lebedele sălbatice» / «Дикі лебеді» Михайло Урицький за казкою Ганса Крістіана Андерсена (худ. Микола Данько, комп. В'ячеслав Полянський)

### Словаччина
Ляльковий театр у Кошицях (Bábkové divadlo Košice, м. Кошиці)
- 2017 — «Sloník» / «Слоненя» за мотивами казки Редьярда Кіплінга (худ. Микола Данько)[67][68]
- 2025, 31 січня — «Snegova kralovna» / «Снігова королева» Михайла Урицького за мотивами казки Ганса Крістіана Андерсена (худ. Інесса Кульчицька)

### Литва
«На колесах», м. Паневежис
- 2014 — «Pusantros saujelės» / «Півтори жмені» Неллі Осипової (худ. Олексій Мітрофанов)[69]

## Нагороди та визнання
| Рік           | Премія | Номінація                | Вистава                                                                                    | Результат |
| ------------- | --- | ------------------------ | ------------------------------------------------------------------------------------------ | --------- |
| 2010 жовтень  | II Міжнародний фестиваль театрів ляльок Прикаспійських держав «Каспійський берег» (м. Астрахань)                    | Краща режисура           | «Стійкий олов'яний солдатик» (Дагестанський державний театр ляльок)                        | Перемога  |
| 2011 жовтень  | XIV Міжнародний фестиваль театрів для дітей «Інтерлялька—2013» (м. Ужгород)                                         | Краща режисура           | «Дюймовочка» (Київський муніципальний академічний театр ляльок)                            | Перемога  |
| 2012 березень | Театральная премія «Київська пектораль» (м. Київ)                                                                   | Краща вистава для дітей  | «Дюймовочка» (Київський муніципальний академічний театр ляльок)                            | Перемога  |
| 2014 серпень  | Міжнародний фестиваль-конкурс INSPIRATION The international Theatre Arts Competition-Festival (м. Турку, Фінляндія) | Краща режисерська робота | «Дюймовочка» (Дагестанський державний театр ляльок)                                        | Перемога  |
| 2016 березень | Театральна премія «Київська пектораль» (м. Київ)                                                                    | Краща драматична вистава | «Оскар» (Київський муніципальний академічний театр ляльок)                                 | Перемога  |
| 2016 березень | Театральна премія «Київська пектораль» (м. Київ)                                                                    | Краща режисерська робота | «Оскар» Київський муніципальний академічний театр ляльок                                   | Перемога  |
| 2016 березень | Театральна премія «Київська пектораль» (м. Київ)                                                                    | Краща вистава для дітей  | «Чому довгий ніс у слона» (Київський муніципальний академічний театр ляльок)               | Перемога  |
| 2016 жовтень  | ХХІІІ Міжнародний фестиваль театрів ляльок SPOTKANIA (Teatr Baj Pomorski, м. Торунь, Польща)                        | Краща режисура           | «Оскар» (Київський муніципальний академічний театр ляльок)                                 | Перемога  |
| 2020          | Премія Театральної Спілки (театральний союз Молдови)                                                                | Краща вистава для дітей  | «lebedele sălbatice» / «Дикі лебеді» (Кишинівський муніципальний театр ляльок «Гугуце»)    | Перемога  |
| 2024 березень | Театральная премія «Київська пектораль» (м. Київ).                                                                  | Краща камерна вистава    | «Намалюй мені літак» (Київський академічний театр драми і комедії на лівому березі Дніпра) | Перемога  |

## Наукова діяльність
- Спадщина режисера Бориса Азарова і шляхи розвитку Кримського театру ляльок — лекція Михайла Урицького з історії Кримського академічного театру ляльок
- Всеукраїнський лекторій ф-ту культури і мистецтв «Мистецтво. Війна Ми»: Михайло Урицький (kultart lnu)
- So: puppet or not puppet? (UNIMA, листопад 2024)